# Maksim Yablonskiy
Maksim Yablonskiy (tiếng Belarus: Максім Яблонскі; tiếng Nga: Максим Яблонский; sinh 15 tháng 8 năm 1996) là một cầu thủ bóng đá Belarus. Tính đến năm 2017, anh thi đấu cho Neman Grodno.